# Monothecium aristatum
Monothecium es un género monotípico de plantas fanerógamas perteneciente a la familia Acanthaceae. El género tiene cinco especies de hierbas descritas, de las cuales solo ha sido aceptada una. La única especie: Monothecium aristatum es originaria de Sri Lanka.

## Taxonomía
Monothecium aristatum fue descrita por (Nees) T.Anderson y publicado en Enumeratio Plantarum Zeylaniae 234. 1860.
Sinonimia
- Anthocometes aristatus Nees